# Rue Bédelières
La rue Bédelières (en occitan : vanèla Budelièra), est une voie de Toulouse, chef-lieu de la région Occitanie, dans le Midi de la France. Piétonne, elle est la rue la plus étroite de la ville.

## Situation et accès

### Description
La rue Bédelières est une voie publique de Toulouse. Elle se trouve au cœur du quartier Capitole, dans le secteur 1 - Centre. Relativement courte, puisqu'elle ne fait que 66 mètres de long, elle débute au croisement des rues du May (no 1) et Tripière (no 3), désigné au Moyen Age comme le carrefour du Tombarel, et se termine rue Saint-Rome (no 7).
La rue Bédelières est un axe piétonnier. Longtemps fermée à la circulation et assimilée à une voie privée, elle a été rouverte au passage au XXe siècle. En venant de la rue Saint-Rome, on y accède en montant deux marches. Avec à peine 1 mètre de large, cette rue est une des plus étroites du centre historique de Toulouse.

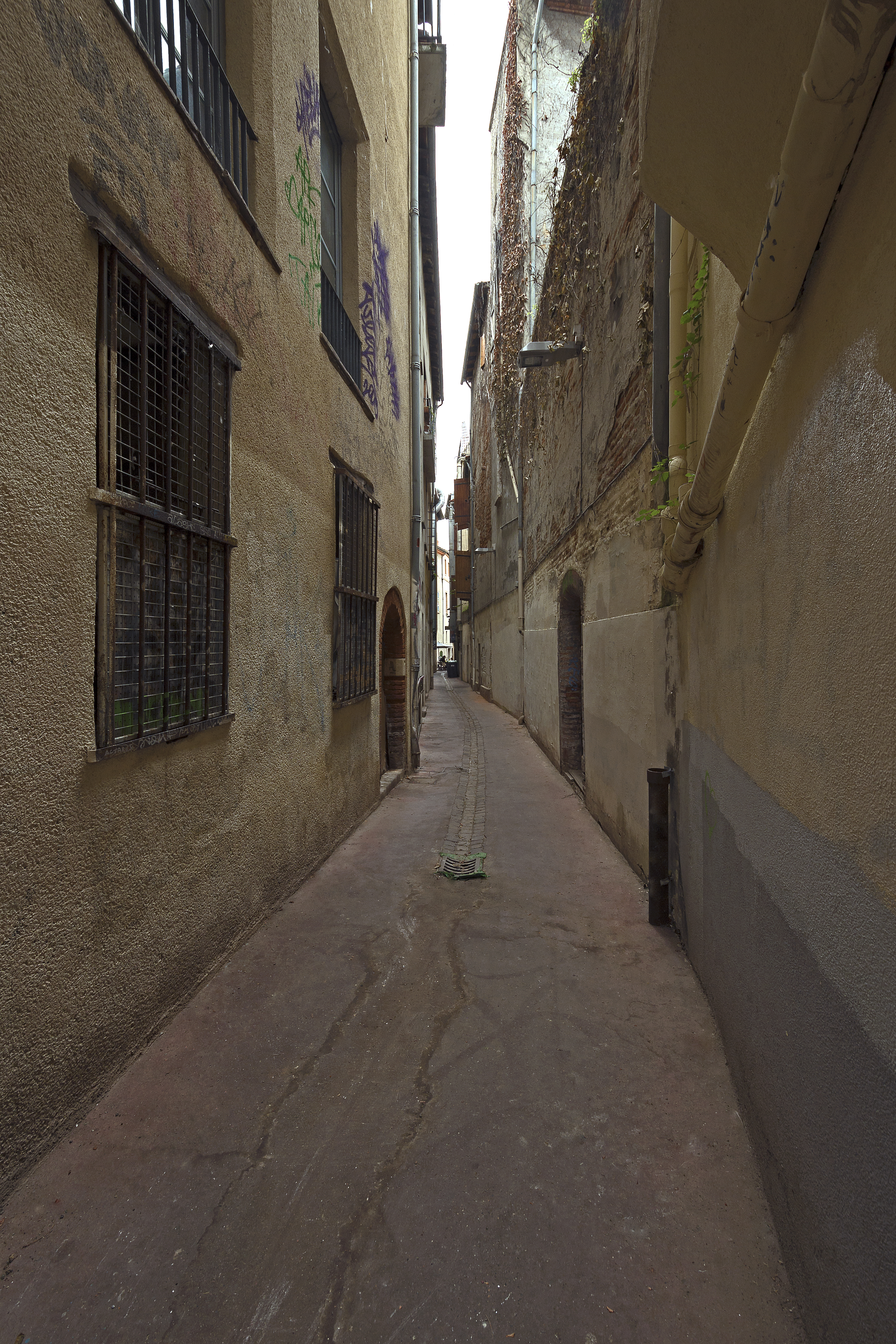
Vue de la rue, vers son émergence.
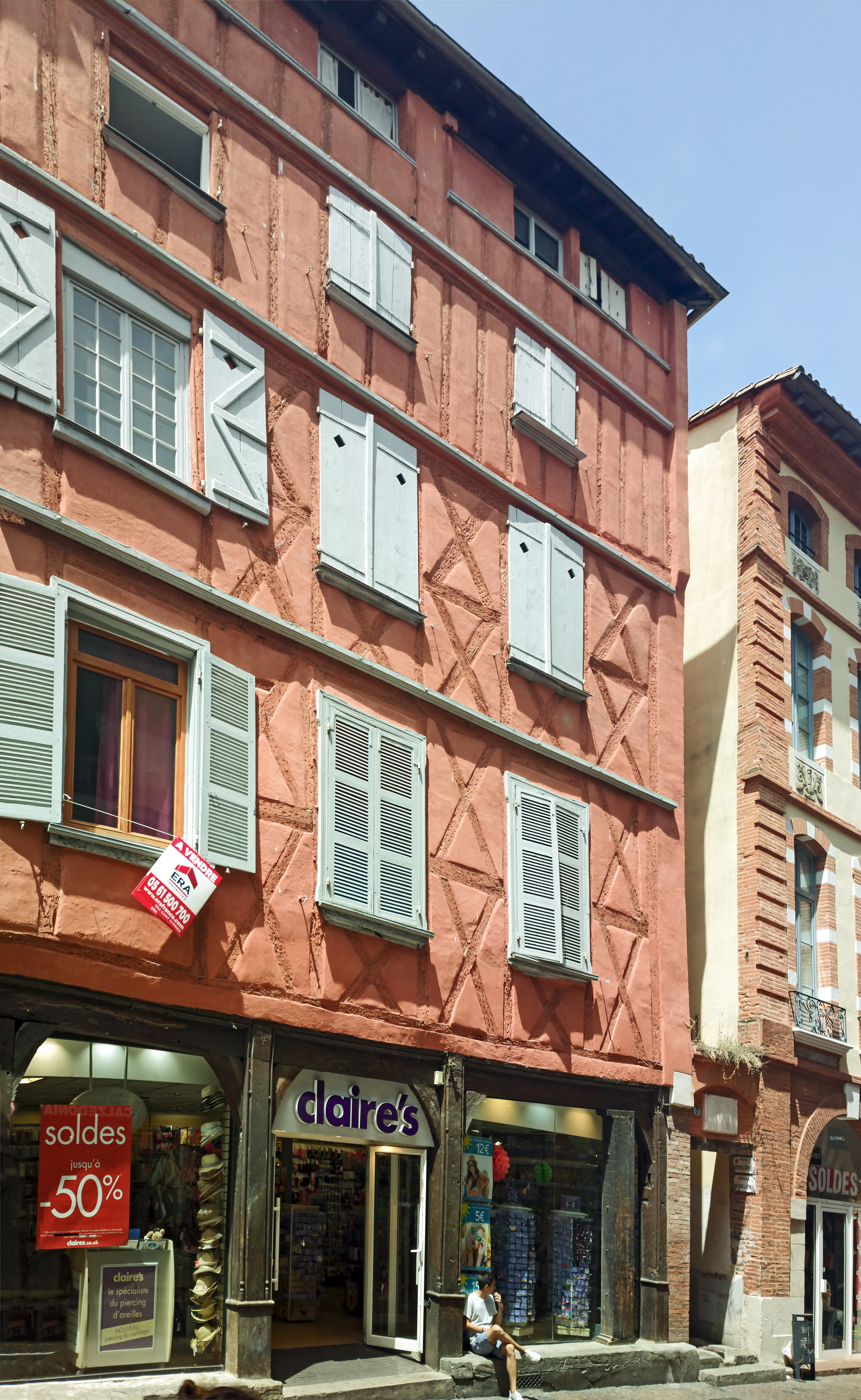
La maison natale d'Hippolyte Prévost et la fin de la rue Bédelières.

### Voies rencontrées
La rue Bédelières rencontre les voies suivantes, dans l'ordre des numéros croissants (« g » indique que la rue se situe à gauche, « d » à droite) :
1. Rue du May (g)
2. Rue Tripière (d)
3. Rue Saint-Rome

## Odonymie

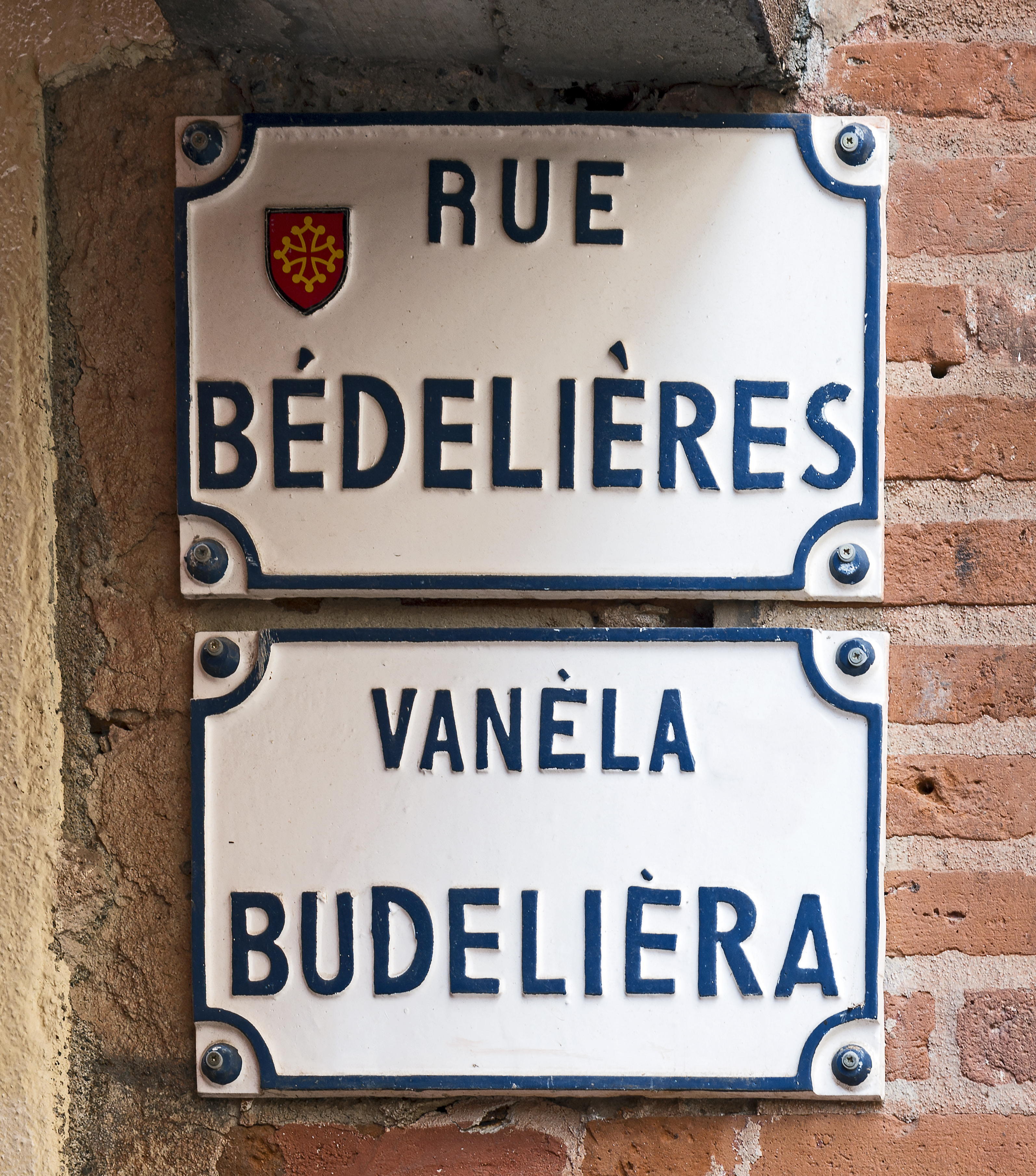
Plaques de rue en français et en occitan.

La rue tire son nom des « bancs de mazel », c'est-à-dire des étals de tripiers et de bouchers, qui s'y trouvaient au Moyen Âge, dans cette rue comme dans les rues voisines, particulièrement la rue Tripière. On y vendait, selon Jules Chalande, la viande de veau (vedèl en occitan). Pour Pierre Salies, le nom vient plutôt des tripiers (tripièrs ou budelièrs en occitan). La traduction du nom de la rue en occitan, au début des années 2000, a privilégié cette interprétation : vanèla Budelièra. La rue fut également désignée, au XIVe siècle, comme la rue de Dame ou Na-Gausia ('na, « dame » en occitan). On trouvait également, à la même époque, le nom de rue du Tombarel, qui s'utilisait également pour le carrefour de la rue Tripière et de la rue du May.

## Histoire
Au Moyen Age, la rue Bédelières, toute proche des principales rues commerçantes de la ville, concentre les commerces de viande, en particulier les chevrotiers (anhelièrs en occitan), les tripiers (tripièrs ou budelièrs en occitan) et les bouchers (affachadors en occitan) qui y tiennent quotidiennement un marché sur des bancs. Elle porte également le nom de rue du Tombarelle, dénomination qui désignait plus précisément le carrefour des rues Tripière et du May.
Cette rue n'eut cependant pas toujours le statut de voie publique et resta souvent fermée, c'est-à-dire que son accès était limité.

## Patrimoine et lieux d'intérêt
- no  12 : immeuble en corondage.
L'immeuble est construit, au XVe ou au XVIe siècle, à l'angle de la rue Saint-Rome (actuel no 7). Il s'élève sur trois étages carrés et un étage de comble. Le pan de bois est masqué par l'enduit sur la rue Bédelières[6].